# Annie Hagel
Annie Hagel (født 26. januar 1950) har været regionsrådsmedlem i Region Hovedstaden for Enhedslisten siden 2013. Hun er medlem af sundhedsudvalget.
Annie Hagel er uddannet i kommunikation, dansk og samfundsfag fra Roskilde Universitet. Hun arbejder som freelance-journalist.
Privat er Annie Hagel bosat i Snekkersten, hun er gift og har tre børn.